# Тифий (мифология)
Тифий (Тифис, Ифий, др.-греч. Τῖφυς) — в греческой мифологии знаменитый звездочёт, аргонавт, кормчий «Арго» на пути в Колхиду ; провёл корабль между Симплегадами и спас аргонавтов от других напастей.
Сын Агния/Гагния (либо Форбанта и Гирмины). По Ферекиду, сын Понтея. Родом либо из городка Тифа в Беотии, или феспиец.
Согласно некоторым античным авторам, именно аргонавты впервые применили сложный парус для плавания по открытому морю. До них парусов либо не было вообще, либо они были очень примитивны. Тифия научила Афина.
Сенека назвал Тифия, кормчего «Арго», первым, кто применил на практике паруса:
Тифий первым отважился распустить паруса на морских просторах
и диктовать ветрам новые законы, то подставляя паруса дыханию
Нота (южного ветра), то сворачивая их вдоль длинных реек,
посредине мачты, а иногда на конце.
Тифий умер в земле мариандинов от болезни. Его заменил Анкей: аргонавт, силач, хороший кормщик.